# Eupithecia cimicifugata
Eupithecia cimicifugata là một loài bướm đêm trong họ Geometridae.